# 도요하라촌 (와카야마현)
도요하라촌(豊原村)은 와카야마현 니시무로군에 있던 촌이다. 현재의 다나베시 남동부에 해당한다.

## 역사
- 1889년 4월 1일 - 정촌제 시행에 의해 니시무로군 도요하라촌이 성립하였다.
- 1929년 4월 1일 - 미카와촌에 편입해, 동일 도요하라촌은 폐지되었다.

## 참고문헌
- 角川日本地名大辞典 30 和歌山県